# Xã Cotton Hill, Quận Sangamon, Illinois
Xã Cotton Hill (tiếng Anh: Cotton Hill Township) là một xã thuộc quận Sangamon, tiểu bang Illinois, Hoa Kỳ. Năm 2010, dân số của xã này là 902 người.